# Centauro-Klasse (1957)
Die Centauro-Klasse, auch als Canopo-Klasse bezeichnet, war eine Klasse von vier Fregatten der italienische Marine. Die in den 1950er-Jahren in zwei Baulosen gebauten Einheiten dienten vorwiegend der U-Boot-Jagd.

## Geschichte
Bei den Schiffen der Centauro-Klasse handelte es sich um die ersten nach dem Zweiten Weltkrieg in Italien gebauten Fregatten. Sie waren ursprünglich als Geleitschiffe (avviso scorta) klassifiziert und führten in der Schiffskennung bis 1957 ein D für Destroyer oder Zerstörer, dann ein F für Fregatte. Ihr Bau erfolgte im Rahmen des Modernisierungsprogrammes des Jahres 1950. Mangels ausreichender finanzieller Mittel verzögerte sich der Bau der ersten beiden Einheiten erheblich. Die beiden anderen Einheiten wurden von den USA über das Mutual Defense Assistance Program (MDAP) finanziert. Zwischen 1966 und 1973 modernisierte man die vier Fregatten im Marinearsenal La Spezia insbesondere in den Bereichen Bewaffnung und Sensoren. Die Schiffe wurden bis 1985 von den Fregatten der Maestrale-Klasse abgelöst.

## Schiffe der Klasse
Die Schiffe erhielten die Namen von vier Torpedobooten der ehemaligen Spica-Klasse, die sich im Zweiten Weltkrieg ausgezeichnet hatten.
| Kennung   | Name     | Bauwerft                 | Kiellegung       | Stapellauf       | Indienststellung | Außerdienststellung |
| --------- | -------- | ------------------------ | ---------------- | ---------------- | ---------------- | ------------------- |
| D570/F551 | Canopo   | Cantieri Navali, Tarent  | 15. Mai 1952     | 20. Februar 1955 | 4. Mai 1958      | 30. September 1982  |
| D571/F554 | Centauro | Ansaldo, Livorno         | 17. Mai 1952     | 4. April 1954    | 4. April 1957    | 31. Mai 1985        |
| D572/F555 | Cigno    | Cantieri Navali, Taranto | 11. Februar 1954 | 14. März 1955    | 7. März 1957     | 31. Oktober 1983    |
| D573/F553 | Castore  | Cantieri Navali, Taranto | 14. März 1955    | 8. Juli 1956     | 14. Juli 1957    | 1. Januar 1983      |

Die Fregatte Castore wurde am Abend des 22. März 1965 südlich von Kalabrien schwer beschädigt, als sie mit dem Landungsschiff Etna kollidierte. Auf der Castore kamen dabei vier Besatzungsmitglieder ums Leben. Die Castore sank am 30. März 2001 vor Civitavecchia, als sie zum Abwracken in die Türkei geschleppt werden sollte.